# レイトン駅
レイトン駅 (レイトンえき、英語: Leyton station) はレイトンにあるロンドン地下鉄の駅である。駅はレイトン・ハイ・ストリートの端にあるレイトン・ミルズの向かい側に位置している。この駅はセントラル線のストラトフォード駅、レイトンストーン駅間にある。トラベルカード・ゾーンは3である。

## 歴史
レイトン駅はイースタン・カウンティーズ鉄道（ECR）によって1856年8月22日に開業した。その頃は"ロウ・レイトン"と呼ばれていた。1868年11月27日、グレート・イースタン鉄道によって駅名をレイトンへと改名した。現在の駅舎の大部分は1879年の踏み切りから橋に切り替える工事のときからあったが、それと関連して幾つかの変更があり、ロンドン・アンド・ノース・イースタン鉄道の駅の移転とロンドン地下鉄の一部であるセントラル線の東の延長を実施することになった。この駅の最初の運営はセントラル線によって1947年5月5日に行われた。

### 地元の有名な場所
レイトン駅はレイトン・オリエントFCのホームスタジアム、レイトン図書館のアクセス駅である。また、カニング・タウンとストラトフォード、イースト・ハム方向に運行するバス路線のアクセス駅でもある。

## バス路線
ロンドンバスの58、69、97、158系統が当駅を経由する。また、W14、W15、339及び深夜バスのN26系統は駅の近くを運行している。

## 隣の駅
ロンドン交通局
ロンドン地下鉄
■セントラル線
ストラトフォード駅 - レイトン駅 - レイトンストーン駅

## ギャラリー

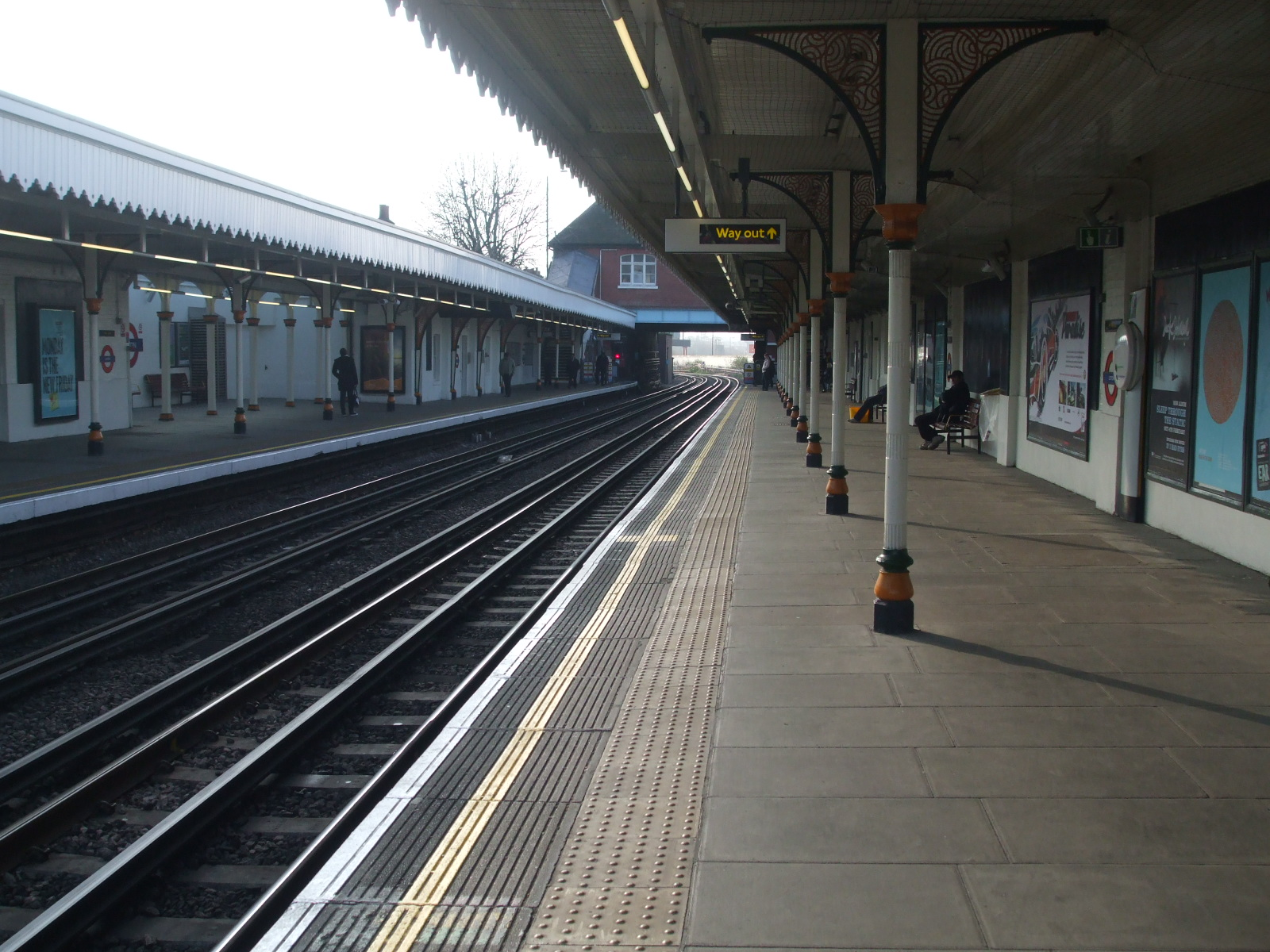
ホームの西側
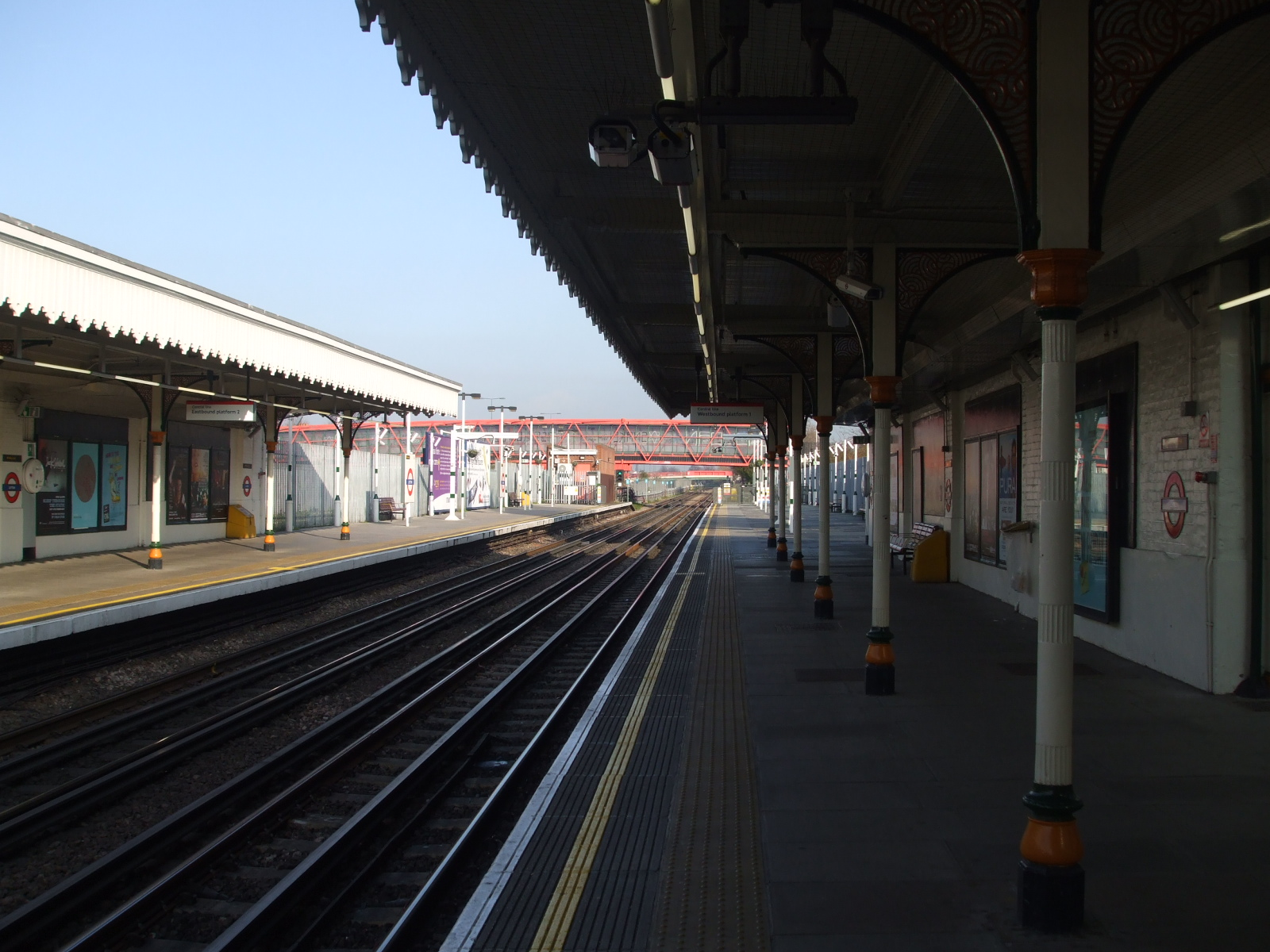
ホームの東側
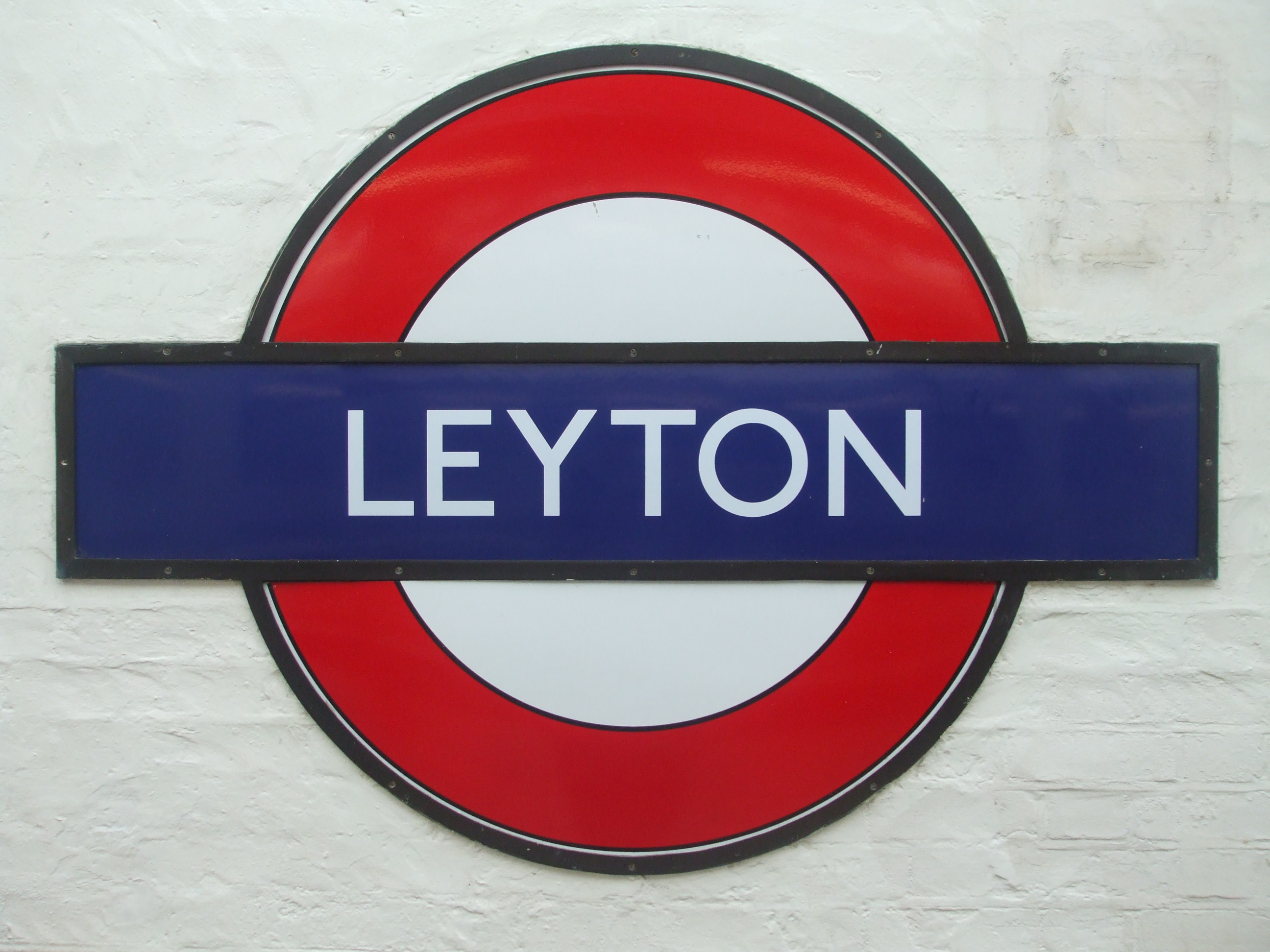
プラットホームの西側にあるロゴマーク